# Caledonia (Missouri)
Caledonia – wieś w Stanach Zjednoczonych, w stanie Missouri, w hrabstwie Washington.